# Campionat del món de ciclisme en pista de 1972
El Campionat Mundial de Ciclisme en Pista de 1972 es va celebrar a Marsella (França) del 29 de juliol al 2 d'agost de 1972. Les competicions es van celebrar al Stade Vélodrome de Marsella. En total només es va competir en 6 disciplines, 4 de masculines i 2 de femenines, a causa de coincidir amb els Jocs Olímpics de Múnic.

## Resultats

### Masculí

#### Professional
| Prova                 | Or                           | Argent                     | Bronze                    |
| Velocitat individual  | Robert van Lancker · Bèlgica | Gordon Johnson · Austràlia | Giordano Turrini · Itàlia |
| Persecució individual | Hugh Porter · Regne Unit     | Ferdinand Bracke · Bèlgica | Dirk Baert · Bèlgica      |
| Darrere moto          | Theo Verschueren · Bèlgica   | Cees Stam · Països Baixos  | Dieter Kemper · RFA       |

#### Amateur
| Prova        | Or               | Argent            | Bronze                        |
| Darrere moto | Horst Gnas · RFA | Jean Breuer · RFA | Gaby Minneboo · Països Baixos |

### Femení
| Prova                 | Or                                   | Argent                                | Bronze                              |
| Velocitat individual  | Galina Ermolaeva · Unió Soviètica ·  | Wilhelmina Brinkhof · Països Baixos · | Sheila Young · Estats Units         |
| Persecució individual | Tamara Garkuchina · Unió Soviètica · | Keetie Hage · Països Baixos ·         | Liubov Zadorójnaia · Unió Soviètica |

## Medaller
| Pos. | País           | Or | Plata | Bronze | Total |
| 1    | Bèlgica        | 2  | 1     | 1      | 4     |
| 2    | Unió Soviètica | 2  | 0     | 1      | 3     |
| 3    | RFA            | 1  | 1     | 1      | 3     |
| 4    | Regne Unit     | 1  | 0     | 0      | 1     |
| 5    | Països Baixos  | 0  | 3     | 1      | 4     |
| 6    | Austràlia      | 0  | 1     | 0      | 1     |
| 7    | Estats Units   | 0  | 0     | 1      | 1     |
| 7    | Itàlia         | 0  | 0     | 1      | 1     |
|      | TOTAL          | 6  | 6     | 6      | 18    |